# فرانسيسكو أودو
فرانسيسكو أودو (بالإيطالية: Francesco Oddo)‏ هو مدرب كرة قدم ولاعب كرة قدم إيطالي، ولد في 14 أغسطس 1946 في طرابنش في إيطاليا.

## وصلات خارجية
- فرانسيسكو أودو على موقع قاعدة بيانات كرة القدم.إي يو (الإنجليزية)